# 케이 라이더즈
케이 라이더스(K-Ryders)는 2000년에서 2002년 초까지 활동하였던 대한민국의 힙합 그룹이다. 팀 이름은 흑기사를 뜻하는 "Knight Riders"에서 왔다.

## 역사
J-Win은 어려서부터 AFKN이나 어렵게 모아온 수입음반들로 외국 흑인 음악을 접해왔던 매니아였다. 그러던 중 오래전부터 회원으로 활동해오던 하이텔 흑인음악 동호회 BLEX를 통해 1998년 클럽 마스터플랜의 힙합 공연들을 보게되고 한국 언더 힙합에 대한 관심을 가지게 된다. 그당시 미국 유학 중이었던 그는, 방학 동안 한국에 머물면서 음악 생활을 시작하려 했지만 부모님의 반대로 미국으로 돌아갔다. 그러다가 1999년 12월 학교를 휴학하고 귀국, 음악의 길을 걷기 시작했다.
이후 2000년 4월부터 팀 멤버를 모집하기 시작했으나 자신과 마음이 맞는 멤버를 찾는 것은 차질을 빚었다. 그러다가 우연히 가입했던 다음 카페인 "프리스타일"에서 경빈과 미쓰라 진을 만나게 되었다. 이 둘과 음악적 성향이 일치하고 성실함에 반했던 J-Win은 2000년 6월 곧바로 팀을 결성하였다. 그리고 2000년 8월, 클럽 MP를 중심으로 본격적으로 무대에 오르기 시작하였다.
J-Win의 강렬한 비트가 중심이 되어 시적인 가사로 랩을 했던 이들은, "비트에 충실한 음악"을 하고 싶다고 밝혔으며, 2001년에는 DJ D-Tones가 세션 멤버로 들어와 스크래치를 통해 부족한 점을 채워주었다. 이들은 2001년을 목표로 앨범을 작업하였으나 여러 사정으로 차질을 빚었고, 결국 2002년 초 해체하고 말았다.
대표곡: Execute Them, Saint

## 멤버
- J-Win a.k.a Dyno-Soul (본명 최재유, 1978년 9월 15일생)
- Mithra 眞 (본명 최진, 1983년 1월 6일생)
- MC 경빈 (본명 전경빈, 1982년 9월 23일생)
- DJ D-Tones (본명 허익서, 1980년 10월 19일생)

## 해체 이후
- 미쓰라 진은 팀 해체 후 잠시 가라사대와 계약을 맺고 다 크루 싱글에 참여하기도 하였으나 얼마 지나지 않아 나왔다. 또 팀 해체 후 얼마 되지 않아 타블로와 에픽하이를 결성하였고, 현재도 에픽하이의 멤버로써, 또는 라디오 DJ나 방송 VJ로써 활발한 활동을 펼치고 있다.

- J-Win은 에픽하이 1집 Map of the Human Soul의 다수의 비트와 2집 High Society, 3집 Swan Songs에 몇 곡의 비트를 제공하였으나 이후 음악을 그만두고, 현재는 증권계에 종사하고 있다.

- MC 경빈은 음악을 그만두고 디자인 브랜드 Fitbow의 디자이너 겸 경영인으로 활동하고 있다.

- DJ D-Tones는 음악을 그만두고 광고대행사 아트 디렉터로 일하고 있다.